# Alataspora contrariocapsularia
Alataspora contrariocapsularia is een microscopische parasiet uit de familie Alatasporidae. Alataspora contrariocapsularia werd in 1979 beschreven door Shulman, Kovaljova & Dubina. 